# Droga krajowa nr 149 (Kostaryka)
Droga krajowa nr 149 (hiszp. Ruta Nacional Secundaria 149/Ruta 149) – jedna z dróg krajowych w Kostaryce. Znajduje się ona w prowincji Limón.

## Opis
W prowincji Limón droga krajowa nr 149 przebiega przez kanton Pococí (przez dystrykt Guápiles).